# Diego Carlos
Diego Carlos Santos Silva, mais conhecido apenas como Diego Carlos (Barra Bonita, 15 de março de 1993), é um futebolista brasileiro que atua como zagueiro. Atualmente, joga no Fenerbahçe.

## Carreira

### América e Desportivo Brasil
Diego começou sua vida profissional trabalhando como Menor aprendiz como embalador de gabinetes até conseguir uma vaga, aos 17 anos, no América de São Paulo. Na época, ele jogava como Meia-atacante, mas a chegada de Zeca fez com que ele recuasse e passasse a jogar como volante.
Pouco tempo depois despertou o interesse do Desportivo Brasil e lá foi convencido a novamente mudar de posição. Foi nesse período que Carlos firmou-se como zagueiro e seguiu assim durante seus melhores momentos na carreira.

### São Paulo
No dia 1 de janeiro de 2013, foi emprestado ao São Paulo para a disputa da Copa São Paulo de Futebol Júnior. Na campanha curta, fizera quatro jogos e marcou dois gols. A partir disso, foi promovido ao time principal no dia 10 de maio, porém, não chegou a estrear.

### Estoril Praia e Porto B
Em 2 de julho de 2014, foi vendido ao Estoril. Já no dia 2 de setembro foi emprestado ao Porto, onde atuou pelo Porto B.[carece de fontes?] Retornou ao Estoril para a disputa da temporada 2015–16, acabou se destacando e foi contratado pelo Nantes.

### Nantes

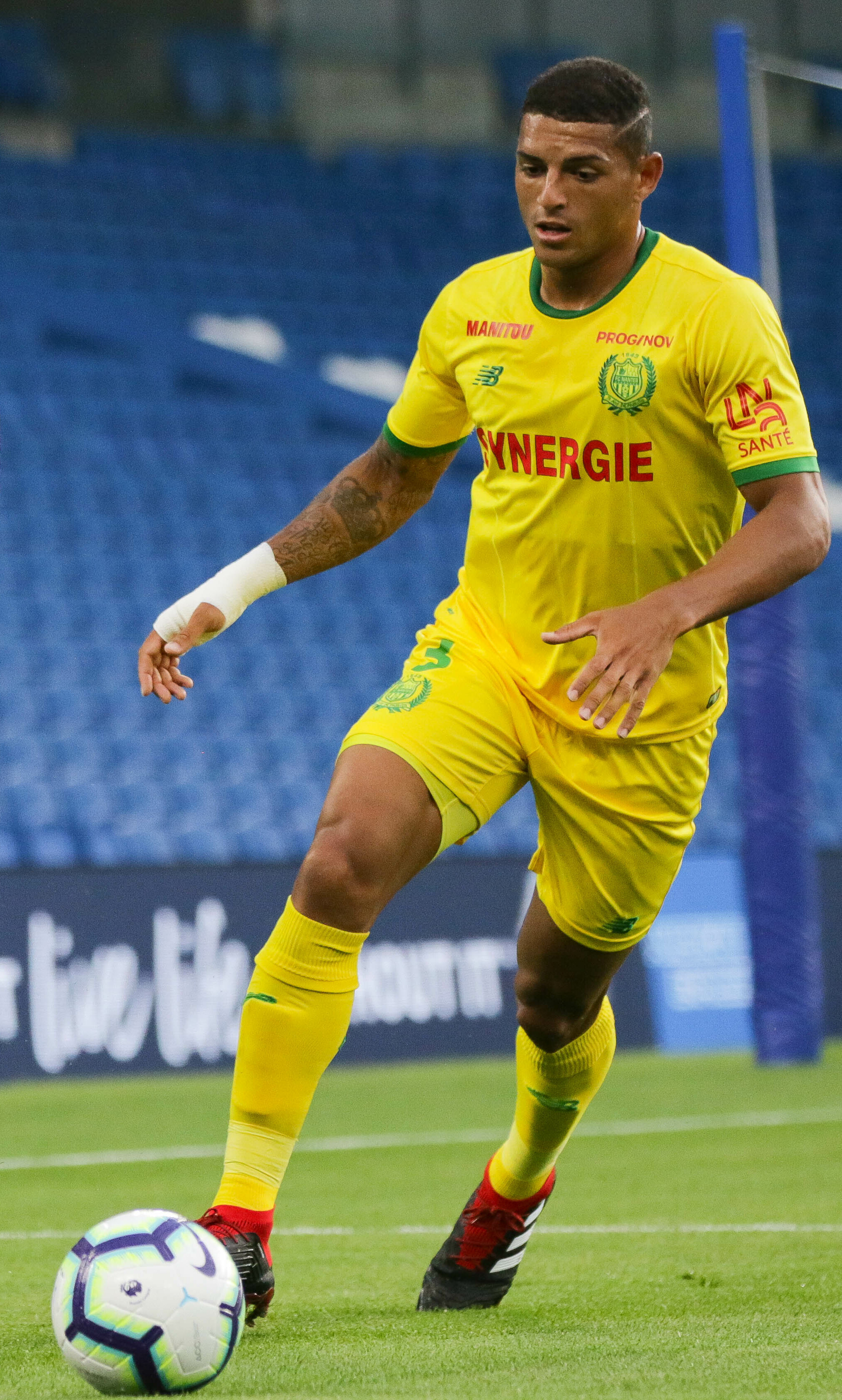
Diego pelo Nantes em 2018.

No dia 6 de junho de 2016, foi anunciado que Diego Carlos se juntaria ao Nantes em um contrato de cinco anos. A taxa de transferência paga ao Estoril foi estimada em 2 milhões de euros. No clube francês, Diego reencontraria seu antigo colega de equipe Lucas Evangelista, que dividiu vestiário com ele nas Categorias de Base do São Paulo.
Na França, Diego foi constantemente utilizado no elenco como zagueiro titular. Apesar do Nantes não conseguir fazer campanhas que levassem o clube a uma disputa de competição continental nas três épocas que o defensor esteve com a camisa amarela, Carlos consolidou-se como um dos principais atletas e superou a marca de 100 partidas pelo time da cidade.
Na equipe, que ficou longe de estar na primeira posição nos anos em que Carlos esteve no time, o jogador tivera uma campanha regular na Copa da França de 2018–19. Nas primeiras duas partidas, o zagueiro e os demais jogadores ajudaram o Nantes a se classificar sem sofrer nenhum gol; mas na semifinal o PSG sobressaiu o adversário e os eliminou pelo placar de 3–0. No jogo, Carlos fizera um pênalti que foi convertido pelo atacante Kylian Mbappé.
Em 2018, Carlos viveu um momento inusitado. Em uma derrota para o PSG, o jogador tivera um choque acidental com o árbitro da partida. Este levantou furioso e tentou dar um chute no zagueiro brasileiro; em resposta, o paulista o indagou sobre o ocorrido e o juiz deu-lhe dois cartões amarelos em sequência pela insistência. Futuramente, a Federação de Futebol da França anulou o cartão vermelho de Diego e suspendeu Tony Chapron, quem mostrou os cartões, por tempo indeterminado.
Ao fim da época em que o clube atingiu as semifinais da Copa da França, Carlos concluiu sua passagem pelo Nantes com 108 partidas e quatro gols marcados.

### Sevilla
Foi anunciado como novo reforço do Sevilla no dia 31 de maio de 2019.
Diego rapidamente se firmou no time da Andaluzia, onde tornou-se peça chave do elenco na brilhante campanha da La Liga e no título da Liga Europa, em que inclusive fez o gol que deu o título ao Sevilla, com uma bela bicicleta, definindo o placar da final em 3–2 contra a Internazionale.
Após a brilhante época de estreia, Diego seguiu sua carreira e participou de sua última decisão já na primeira partida da temporada 2020–21. Na ocasião, Carlos enfrentou o FC Bayern München durante 120 minutos na Supercopa da UEFA de 2020, mas os alemães da Baviera venceram os espanhóis na prorrogação por 2–1 de virada.
Pelo seu segundo clube consecutivo, o brasileiro demonstrou-se uma figura útil e consistente ao elenco. Ele novamente ultrapassou a marca dos 100 jogos e foi convocado pela primeira vez à Seleção Brasileira em novembro de 2020. Sua fase persistiu até culminar em sua época com mais gols no clube espanhol: três gols em 2021–22. Ali, estufou as redes do Levante, Osasuna e Granada – todos pela La Liga.
Após três temporadas de performances positivas, o brasileiro foi negociado em definitivo para disputa da Premier League. Após sua negociação ser concluída, o sul-americano despediu-se em lágrimas da torcida espanhola e afirmou que ali era sua casa:
| “                         | Eu queria me despedir pessoalmente. Sai de Birmingham ontem, fui de carro até Londres, uma viagem longa, mas o Sevilla não merecia uma despedida por Instagram ou pelas redes sociais. O Sevilla não foi apenas um clube para mim. Foi uma casa, onde tive uma família. | ” |
| — Diego em sua despedida. | |   |

### Aston Villa
Em 1 de junho de 2022 o Aston Villa anunciou a contratação de Diego Carlos, zagueiro brasileiro ex-Sevilla segundo jornais ingleses o clube pagara 26 milhões de libras ao Sevilla.
Sua passagem pelo Villa não foi tão positiva quanto nos times anteriores. Já em sua segunda rodada de Premier League de 2022–23, o zagueiro sofreu uma ruptura no tendão de Aquiles e perdeu quase a temporada inteira, ao retornar de lesão, tornou-se reserva da dupla Tyrone Mings e Ezri Konsa e jogou pela terceira, e última, vez na 35ª rodada diante o Wolves.
No seu segundo ano, atingiu uma marca consideravelmente maior de jogos, mas ainda foi acometido por uma lesão na coxa e perdeu jogos pelas próximas três semanas. Quando voltou, foi majoritariamente titular no restante dos jogos e concluiu sua época com 38 partidas e um gol marcado contra o Az Alkmaar na Liga Conferência Europa da UEFA de 2023–24.
No último ano, o treinador Unai Emery decidiu pela utilização de Pau Torres na equipe titular. O espanhol conquistou o seu espaço a medida que Carlos foi sendo menos utilizado. Somado a isso, o brasileiro novamente foi acometido por uma lesão, dessa vez no pé, e deixou de ser relacionado aos jogos do clube inglês em janeiro de 2025.

### Fenerbahçe
No dia 21 de janeiro de 2025, o Fenerbahçe anunciou um acordo com o Aston Villa para a contratação do zagueiro. De acordo com a imprensa europeia, o clube turco dsembolsaria cerca de 10 milhões de euros (R$ 62,6 milhões de reais) ao clube inglês para contar com o zagueiro.

## Seleção Nacional
No dia 3 de novembro de 2020, após o corte de Rodrigo Caio e Éder Militão, Diego Carlos (juntamente a Felipe), foi convocado para a Seleção Brasileira principal para os jogos contra Venezuela e Uruguai, válidos pela 3° e 4° rodada das Eliminatórias da Copa do Mundo FIFA de 2022.
No dia 17 de junho de 2021, foi convocado para representar a Seleção Brasileira Sub-23 nos Jogos Olímpicos de Tóquio. Além de Diego, os outros jogadores acima de 24 anos presentes na lista do treinador André Jardine foram Daniel Alves e Santos.

## Títulos
Sevilla
- Liga Europa da UEFA: 2019–20

Seleção Brasileira
- Jogos Olímpicos: 2020